# Manicoré (flygplats i Brasilien)
Manicore är en flygplats i Brasilien.   Den ligger i kommunen Manicoré och delstaten Amazonas, i den centrala delen av landet, 1 800 km nordväst om huvudstaden Brasília. Manicore ligger 53 meter över havet.
Terrängen runt Manicore är platt. Närmaste större samhälle är Manicoré, 2,4 km väster om Manicore.
I omgivningarna runt Manicore växer i huvudsak städsegrön lövskog. Trakten runt Manicore är nära nog obefolkad, med mindre än två invånare per kvadratkilometer.